# 埃克 (敦刻尔克区)
埃克（法語：Eecke，法語發音：[ɛk]）是法国上法蘭西大區北部省的一个市镇，位于该省西北部，属于敦刻尔克区。

## 地理
埃克（50°46'43"N, 2°35'46"E）面积10.29 平方千米，位于法国上法蘭西大區北部省，该省份为法国最北部的省份及最长的省份，西北濒北海，西接加来海峡省，南至埃纳省和索姆省，东与比利时接壤。
与埃克接壤的市镇（或旧市镇、城区）包括：圣西尔韦斯特-卡佩勒、斯滕福德、泰尔德盖姆、卡斯特尔、弗莱特尔、戈德瓦尔斯费尔德。

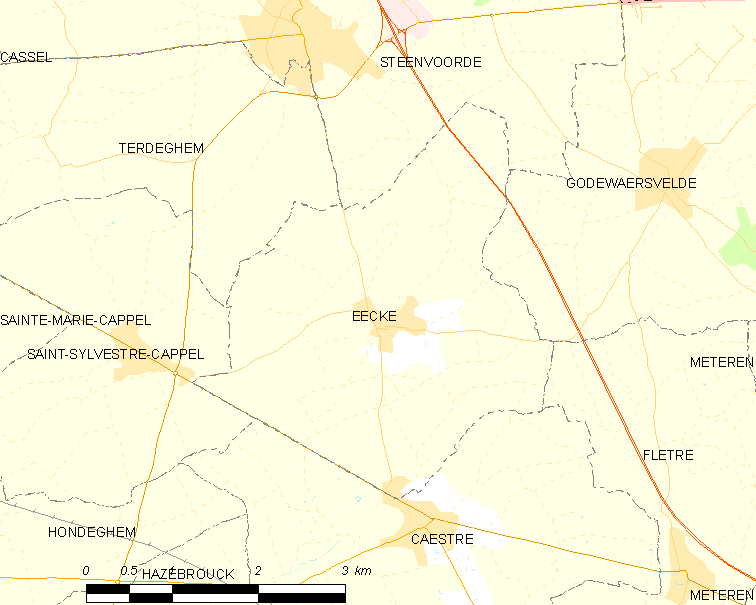
的OSM定位图

埃克的时区为UTC+01:00、UTC+02:00（夏令时）。

## 行政
埃克的邮政编码为59114，INSEE市镇编码为59189。

## 政治
埃克所属的省级选区为巴约勒县。

## 人口

1962-2008年间人口变化图示

埃克于2022年1月1日时的人口数量为1215人。